# پژو کوادریلت
پژو کوادریلت (Peugeot Quadrilette) خودرویی است که در سال‌های ۱۹۲۱ تا ۱۹۲۴ تولید شده‌است.
این خودرو در کلاس سوپرمینی قرار گرفته و طراحی آن خودروهای موتور جلو-محور عقب بوده است. سیستم جعبه‌دندهٔ آن ۳ دنده به صورت دستی است.